# Chioibășești
Chioibășești – wieś w Rumunii, w okręgu Braiła, w gminie Ciocile. W 2011 roku liczyła 217 mieszkańców.